# Saline County, Nebraska
Saline County är ett administrativt område i delstaten Nebraska, USA, med 14 200 invånare. Den administrativa huvudorten (county seat) är Wilber.

## Geografi
Enligt United States Census Bureau har countyt en total area på 1 492 km². 1 489 km² av den arean är land och 3 km² är vatten.

### Angränsande countyn
- Lancaster County - nordost
- Gage County - sydost
- Jefferson County - syd
- Fillmore County - väst
- Seward County - norr